# Fântânele (Arad)
Fântânele é uma comuna romena localizada no distrito de Arad, na região histórica da Transilvânia. A comuna possui uma área de 40.18 km² e sua população era de 3444 habitantes segundo o censo de 2007.